# 窄苞蒲公英
窄苞蒲公英（学名：Taraxacum bessarabicum）是菊科蒲公英属的植物。分布在哈萨克斯坦、欧洲、伊朗、蒙古以及中国大陆的新疆等地，生长于海拔420米至1,430米的地区，常生长在盐碱地、农田水旁、河漫滩草甸或路边，目前尚未由人工引种栽培。

## 别名
厚时蒲公英